# Anthomyia acuticerca
Anthomyia acuticerca este o specie de muște din genul Anthomyia, familia Anthomyiidae, descrisă de Griffiths în anul 2001.
Este endemică în Montana. Conform Catalogue of Life specia Anthomyia acuticerca nu are subspecii cunoscute.